# ジェイソン・ランバート
ジェイソン・ランバート（Jason Lambert、1977年9月23日 - ）は、アメリカ合衆国の男性総合格闘家。カリフォルニア州ロングビーチ出身。アライアンスMMA所属。元WEC世界ライトヘビー級王者。
バックボーンであるレスリングを基盤とした寝技の技術を持ち、スタンドでも的確で破壊力のある打撃を放つ。中でもパウンドは彼の得意技のひとつである。
警察官の格闘技教官を務めている。

## 来歴
2005年1月22日、WEC世界ライトヘビー級王座決定戦でリチャード・モントーヤと対戦し、パンチ連打でギブアップ勝ちを収め王座獲得に成功した。
2006年4月15日、UFC 59でテリー・マーティンと対戦し、パウンドでTKO勝ち。
2006年9月23日、UFC 63でラシャド・エヴァンスと対戦し、マウントパンチで失神KO負けを喫し、連勝が8でストップした。
2007年3月3日、UFC 68でレナート・ババルと対戦し、2Rに左フックでKO勝ち。ノックアウト・オブ・ザ・ナイトとファイト・オブ・ザ・ナイトを受賞した。
2008年1月19日、UFC 80でウィウソン・ゴヴェイアと対戦し、KO負け。
2010年8月14日、PWP世界ライトヘビー級王座決定戦でトニー・ロペスと対戦し、膝蹴りでダウンしたところにパウンドで追撃されKO負けを喫し王座獲得に失敗した。
2013年1月17日、Bellator MMA初参戦となったBellator 85でヘクター・ラミレスと対戦し、ストレートアームバーで一本勝ちを収めた。

## 戦績
| 総合格闘技 戦績 | 総合格闘技 戦績 | 総合格闘技 戦績 | 総合格闘技 戦績 | 総合格闘技 戦績 | 総合格闘技 戦績 | 総合格闘技 戦績 |
| --------------- | --------------- | --------------- | --------------- | --------------- | --------------- | --------------- |
| 39 試合         | (T)KO           | 一本            | 判定            | その他          | 引き分け        | 無効試合        |
| 26 勝           | 13              | 9               | 4               | 0               | 0               | 0               |
| 13 敗           | 7               | 3               | 3               | 0               | 0               | 0               |

| 勝敗 | 対戦相手                     | 試合結果                           | 大会名                                                                      | 開催年月日     |
| ×    | トム・デブラス               | 1R 1:45 KO（左ストレート）         | Bellator 108                                                                | 2013年11月15日 |
| ○    | ヘクター・ラミレス           | 1R 3:59 ストレートアームバー       | Bellator 85                                                                 | 2013年1月17日  |
| ×    | トニー・ロペス               | 2R 1:49 KO（膝蹴り）               | PWP: War on the Mainland 【PWP世界ライトヘビー級王座決定戦】                | 2010年8月14日  |
| ○    | ウェイン・コール             | 2R 1:51 チョークスリーパー         | C3 Fights: Knockout-Rockout Weekend 3                                       | 2010年6月19日  |
| ○    | ドミニック・ブラウン         | 1R 2:41 TKO（パウンド）            | C3 Fights: Knockout-Rockout Weekend 2                                       | 2010年4月17日  |
| ×    | マット・ホーウィッチ         | 5分3R終了 判定1-2                  | Agression MMA 1: First Blood                                                | 2009年10月24日 |
| ×    | ウラジミール・マティシェンコ | 5分3R終了 判定0-3                  | Call To Arms: Call To Arms 1                                                | 2009年5月16日  |
| ×    | ジェイソン・マクドナルド     | 2R 1:20 チョークスリーパー         | UFC 88: Breakthrough                                                        | 2008年9月6日   |
| ×    | ルイス・カーニ               | 1R 2:07 TKO（スタンドパンチ連打）  | UFC 85: Bedlam                                                              | 2008年6月7日   |
| ×    | ウィウソン・ゴヴェイア       | 2R 0:37 KO（左フック）             | UFC 80: Rapid Fire                                                          | 2008年1月19日  |
| ○    | レナート・ババル             | 1R 3:36 KO（左フック）             | UFC 68: The Uprising                                                        | 2007年3月3日   |
| ×    | ラシャド・エヴァンス         | 2R 2:22 KO（マウントパンチ）       | UFC 63: Hughes vs. Penn                                                     | 2006年9月23日  |
| ○    | ブランドン・リー・ヒンクル   | 1R 4:59 TKO（パウンド）            | Ultimate Fight Night 5                                                      | 2006年6月28日  |
| ○    | テリー・マーティン           | 2R 2:37 TKO（パウンド）            | UFC 59: Reality Check                                                       | 2006年4月15日  |
| ○    | ロブ・マクドナルド           | 1R 1:54 チキンウィングアームロック | UFC 58: USA vs. Canada                                                      | 2006年3月4日   |
| ○    | トラビス・ビュー             | 1R 3:19 KO（パンチ連打）           | FFC 15: Fiesta Las Vegas                                                    | 2005年9月14日  |
| ○    | マービン・イーストマン       | 5分3R終了 判定2-1                  | KOTC: Mortal Sins                                                           | 2005年5月7日   |
| ○    | リチャード・モントーヤ       | 1R 2:45 ギブアップ（パンチ連打）   | WEC 13: Heavyweight Explosion 【WEC世界ライトヘビー級王座決定戦】           | 2005年1月22日  |
| ○    | マット・ホーウィッチ         | 2R 3:28 ギブアップ（パンチ連打）   | WEC 12: Halloween Fury 3                                                    | 2004年10月21日 |
| ○    | マイク・ロジャース           | 1R 3:29 TKO（パウンド）            | Rumble on the Rock 5                                                        | 2004年5月7日   |
| ×    | チェール・ソネン             | 5分3R終了 判定0-3                  | Gladiator Challenge 20 【GCライトヘビー級王座決定戦】                       | 2003年11月13日 |
| ○    | ブライン・フォスター         | 5分2R終了 判定3-0                  | KOTC 25: Flaming Fury                                                       | 2003年6月29日  |
| ○    | アラン・サリヴァン           | 1R TKO（パンチ連打）               | Gladiator Challenge 16                                                      | 2003年6月1日   |
| ○    | ジム・ブリーチ               | 1R 1:35 TKO（パウンド）            | KOTC 22: Steel Warrior                                                      | 2003年3月23日  |
| ○    | リック・コラップ             | 1R 1:28 ギブアップ（パウンド）     | Gladiator Challenge14                                                       | 2003年2月16日  |
| ×    | ウェズリー・コレイラ         | 2R 1:48 KO                         | SuperBrawl 27 【SuperBrawlヘビー級王座決定戦】                              | 2002年11月9日  |
| ○    | ジョシュア・ホン             | 1R 1:25 TKO（パンチ連打）          | KOTC 17: San Jacinto                                                        | 2002年10月19日 |
| ○    | ダン・キン                   | 5分3R終了 判定                     | Gladiator Challenge 12 【GCヘビー級タイトルマッチ】                         | 2002年9月8日   |
| ○    | ロボ                         | 1R 3:01 TKO（パンチ連打）          | KOTC 15: Bad Intentions                                                     | 2002年6月22日  |
| ×    | ティム・シルビア             | 2R 4:13 TKO（ドクターストップ）    | SuperBrawl 24: Return of the Heavyweights 2 【ヘビー級トーナメント 準決勝】 | 2002年4月27日  |
| ○    | ブライン・ストームバーグ     | 2R 4:59 前腕チョーク               | SuperBrawl 24: Return of the Heavyweights 2 【ヘビー級トーナメント 2回戦】  | 2002年4月27日  |
| ○    | ロン・フェアクロス           | 5分2R終了 判定3-0                  | SuperBrawl 24: Return of the Heavyweights 1 【ヘビー級トーナメント 1回戦】  | 2002年4月26日  |
| ○    | ジェイソン・ジョーンズ       | 2R 1:17 TKO（パンチ連打）          | KOTC 12: Cold Blood                                                         | 2002年2月9日   |
| ○    | カウアイ・クピヒー           | 2R 2:03 チョーク                   | Gladiator Challenge 8: School Yard Brawls 【GCヘビー級王座決定戦】          | 2001年11月17日 |
| ×    | マルコ・ファス               | 1R 0:56 ヒールホールド             | Ultimate Pankration 1                                                       | 2001年11月11日 |
| ×    | キム・ジョンウォン           | 1R 0:55 フロントチョーク           | KOTC 11: Domination                                                         | 2001年9月29日  |
| ○    | リック・マティアス           | 1R 4:30 TKO（パンチ連打）          | KOTC 9: Showtime                                                            | 2001年6月23日  |
| ○    | エイドリアン・ペレス         | 1R 1:07 TKO（パンチ連打）          | Gladiator Challenge 3: Showdown at Soboba                                   | 2001年4月7日   |
| ○    | ホルヘ・ラヴァマ             | 1R 3:45 V1アームロック             | Gladiator Challenge 2: Collision at Colusa                                  | 2001年2月18日  |

## 獲得タイトル
- Gladiator Challengeヘビー級王座（2001年）
- 第2代WEC世界ライトヘビー級王座（2005年）

## 表彰
- ブラジリアン柔術 茶帯
- UFC ファイト・オブ・ザ・ナイト（1回）
- UFC ノックアウト・オブ・ザ・ナイト（1回）